# Livets väg

Belägringen av Leningrad vintern 1941 och evakueringslinjerna över Ladogasjön.

Livets väg, ryska Доро́га жи́зни, doroga zjizni, var en isväg över sjön Ladoga som Sovjetunionen använde under belägringen av Leningrad, under andra världskriget när axelmakterna hade skurit av alla landvägar till staden.